# Ōkura Shūkokan

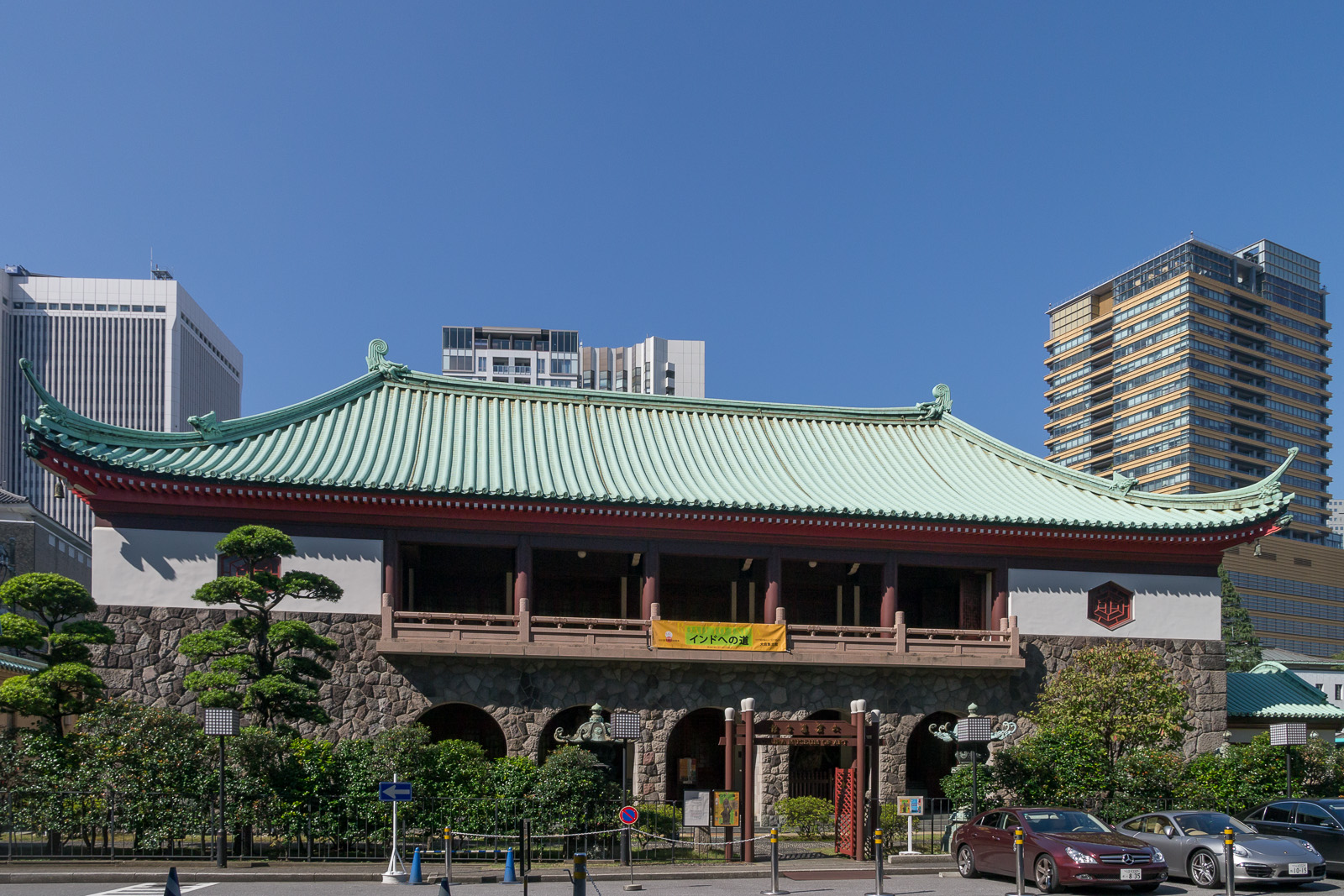
Das Museum

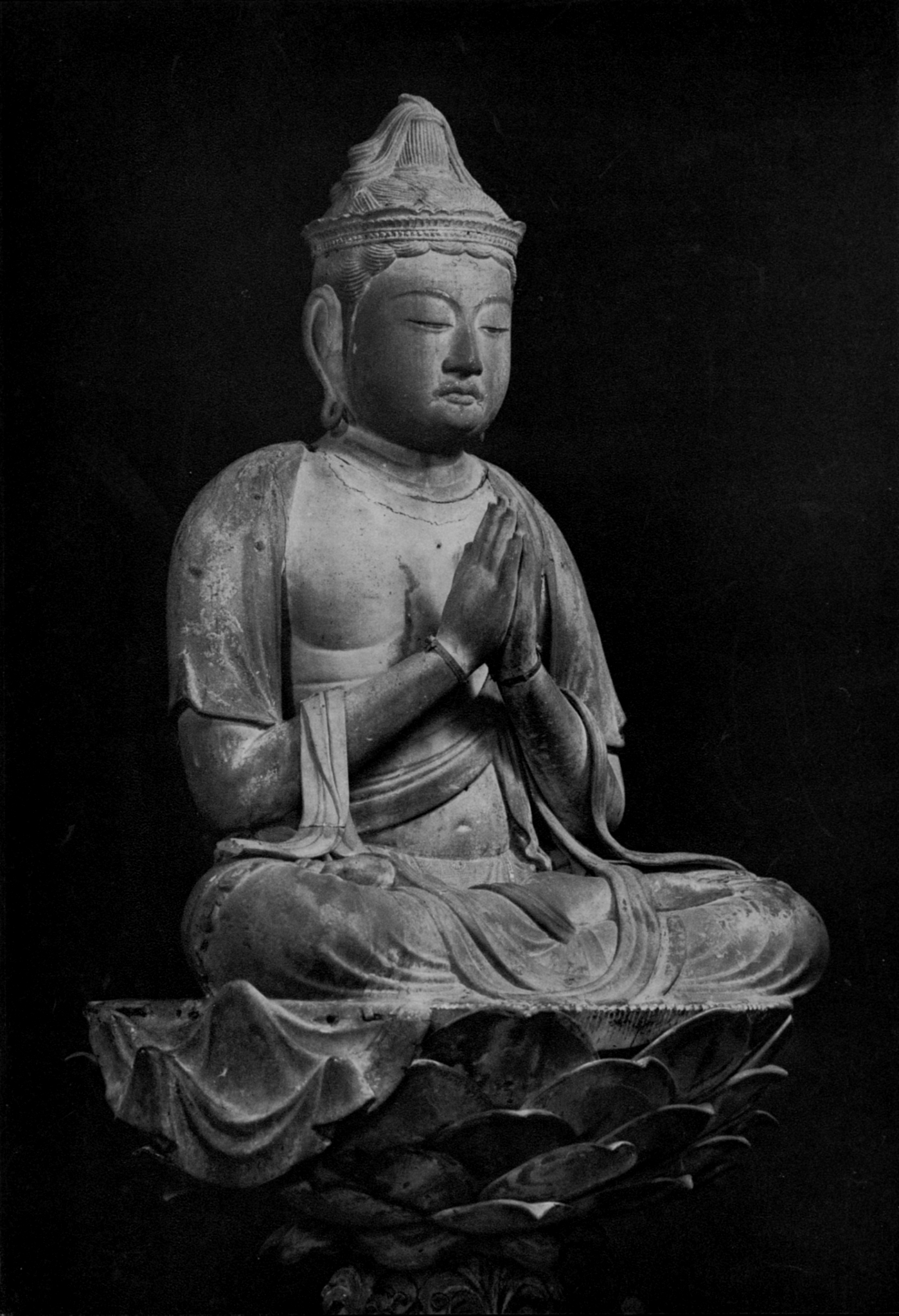
Samantabhadra (Detail)

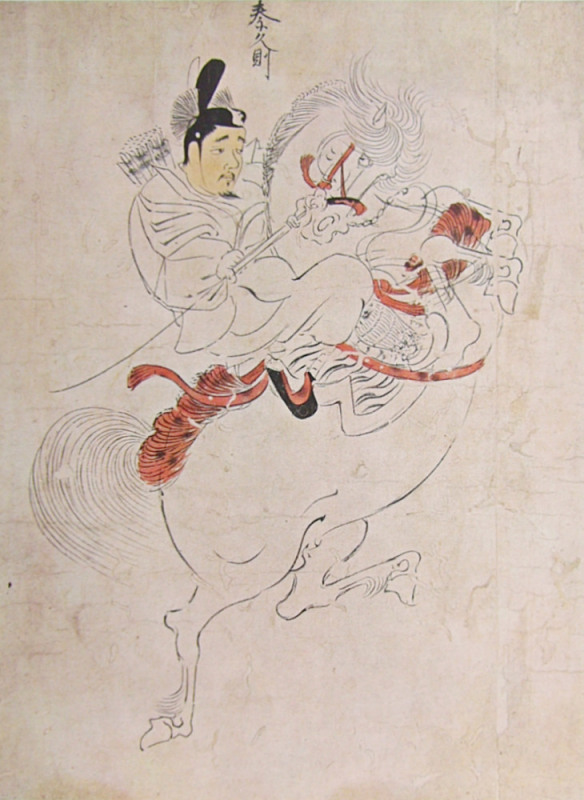
Aus dem "Zuishin teiki emaki"

Das Ōkura Shūkokan (japanisch 大倉集古館, engl. Okura Museum of Art) ist ein privates Kunstmuseum in Minato, Tokio.

## Geschichte
Das Museum wurde von dem Unternehmer Ōkura Kihachirō (1837–1928) als erstes privates Kunstmuseum in Japan im August 1917 auf seinem Grundstück eröffnet. Beim Großen Kantō-Erdbeben 1923 wurde der Bau zerstört, es gingen viele Kunstwerke verloren. Beim neuen Gebäude, entworfen von dem bekannten Architekten Itō Chūta, wurde dann Wert gelegt auf Erdbeben- und Feuersicherheit. Die Eröffnung fand im Oktober 1928 statt.
Sein Sohn Kishichirō (1882–1963) kümmerte sich intensiv um das Museum, überließ ihm auch viele Objekte aus seiner eigenen Sammlung. Interessiert an zeitgenössischer Kunst erwarb er für das Museum Werke von Hayami Gyoshū (1894–1935), Maeda Seison (1885–1977), Yokoyama Taikan, von letzterem u. a. das Stellschirm-Paar „Kirschblüten bei Fackelschein“ darstellend.
Die Sammlung wurde 1960 in eine Stiftung überführt. Mit dem Bau des Hotels Ōkura 1962 auf dem Familiengrundstück wurden bauliche Veränderungen am Museum vorgenommen, die Mai 1962 abgeschlossen werden konnten.

## Die Sammlung
Die Sammlung umfasst gegenwärtig 2500 Objekte (Bilder, alte Bücher, Skulpturen, Keramik, Lackwaren, metallische Objekte, Schwerter, alte Bücher) aus Japan, China, Indien und Thailand. Darunter befinden sich:
- 3 Nationalschätze,
  - „Neun Reiter“ (淡彩随身庭騎絵巻, Tansai zuijin teiki emaki), Bildrolle, Kamakura-Zeit
  - „Samantabhadra auf einem Elefanten“ (普賢菩薩騎象像, Fugen bosatsu kishōzō), hölzerne Skulptur, Heian-Zeit
  - „Einleitung zur Gedichtsammlung Kokin-wakashū“ (古今和歌集序, Kokin-wakashū jō), Kalligraphie, Heian-Zeit
- 13 Wertvolle Kulturgüter,
- 44 Wertvolle Kunstobjekte.

Die Bibliothek umfasst 35.650 Bücher.